# ААФЛ лига 2015.
ААФЛ лига 2015. је трећа сезона међународне лиге у америчком фудбалу. Титулу брани екипа Џенералси Марибор из Словеније. Укупно учествује седам екипа подељених у две групе — Запад и Исток. Екипе су из Словеније, БиХ, Хрватске и Србије.
Сезона ће почети 28. марта утакмицама првог кола. Игра се по једнокружном систему.

## Тимови
Тимови су подељени у две групе, према географској (регионалној) припадности. Група запад има четири, а група Исток три тима.
| Група Запад                                                              | Група Исток                                              |
| ------------------------------------------------------------------------ | -------------------------------------------------------- |
| Алп девилси Високо Џенералси Марибор Спартанси Сарајево Патриотси Загреб | Блу драгонси Београд Сирмијум лиџонарси Пантерси Панчево |

## Резултати[1]

### Група Запад
| Датум         | Клуб               | Клуб               | Резултат |
| ------------- | ------------------ | ------------------ | -------- |
| 28. март 2015 | Џенералси Марибор  | Патриотси Загреб   | -:-      |
| 28. март 2015 | Спартанси Сарајево | Алп девилси Високо | -:-      |

| Датум          | Клуб               | Клуб               | Резултат |
| -------------- | ------------------ | ------------------ | -------- |
| 11. април 2015 | Патриотси Загреб   | Алп девилси Високо | -:-      |
| 11. април 2015 | Спартанси Сарајево | Џенералси Марибор  | -:-      |

| Датум          | Клуб               | Клуб               | Резултат |
| -------------- | ------------------ | ------------------ | -------- |
| 18. април 2015 | Спартанси Сарајево | Патриотси Загреб   | -:-      |
| 25. април 2015 | Џенералси Марибор  | Алп девилси Високо | -:-      |

| Датум       | Клуб               | Клуб               | Резултат |
| ----------- | ------------------ | ------------------ | -------- |
| 9. мај 2015 | Патриотси Загреб   | Џенералси Марибор  | -:-      |
| 9. мај 2015 | Алп девилси Високо | Спартанси Сарајево | -:-      |

| Датум        | Клуб               | Клуб               | Резултат |
| ------------ | ------------------ | ------------------ | -------- |
| 16. мај 2015 | Патриотси Загреб   | Спартанси Сарајево | -:-      |
| 16. мај 2015 | Алп девилси Високо | Џенералси Марибор  | -:-      |

| Датум        | Клуб               | Клуб               | Резултат |
| ------------ | ------------------ | ------------------ | -------- |
| 30. мај 2015 | Џенералси Марибор  | Спартанси Сарајево | -:-      |
| 30. мај 2015 | Алп девилси Високо | Патриотси Загреб   | -:-      |

### Група Исток
| Датум         | Клуб               | Клуб             | Резултат |
| ------------- | ------------------ | ---------------- | -------- |
| 4. април 2015 | Сирмијум лиџонарси | Пантерси Панчево | -:-      |

| Датум          | Клуб                 | Клуб               | Резултат |
| -------------- | -------------------- | ------------------ | -------- |
| 11. април 2015 | Блу драгонси Београд | Сирмијум лиџонарси | -:-      |

| Датум       | Клуб                 | Клуб             | Резултат |
| ----------- | -------------------- | ---------------- | -------- |
| 9. мај 2015 | Блу драгонси Београд | Пантерси Панчево | -:-      |

## Табеле
| Група Запад           | И | Д | И | ДГ | ПГ | Бодови |
| --------------------- | - | - | - | -- | -- | ------ |
| 1. Алп девилси Високо | 0 | 0 | 0 | 0  | 0  | 0      |
| 2. Џенералси Марибор  | 0 | 0 | 0 | 0  | 0  | 0      |
| 3. Спартанси Сарајево | 0 | 0 | 0 | 0  | 0  | 0      |
| 4. Патриотси Загреб   | 0 | 0 | 0 | 0  | 0  | 0      |

| Група Исток             | И | Д | И | ДГ | ПГ | Бодови |
| ----------------------- | - | - | - | -- | -- | ------ |
| 1. Блу драгонси Београд | 0 | 0 | 0 | 0  | 0  | 0      |
| 2. Сирмијум лиџонарси   | 0 | 0 | 0 | 0  | 0  | 0      |
| 3. Пантерси Панчево     | 0 | 0 | 0 | 0  | 0  | 0      |

### Полуфинале
Полуфиналне утакмице играју се 23. и 24. јуна 2015.
| Датум        | Клуб  | Клуб  | Резултат |
| ------------ | ----- | ----- | -------- |
| 13. јун 2015 | Тим А | Тим Ц | -:-      |
| 14. јун 2015 | Тим Б | Тим Д | -:-      |

### Финале
Финална утакамица биће одиграна 27. јуна 2015.
| Датум        | Клуб  | Клуб  | Резултат |
| ------------ | ----- | ----- | -------- |
| 27. јун 2015 | Тим Е | Тим Ф | -:-      |

| Првак ААФЛ лиге 2015. |
| --------------------- |
| Име клуба број титула |